# Slobozia Conachi
Slobozia Conachi é uma comuna romena localizada no distrito de Galaţi, na região de Moldávia. A comuna possui uma área de 86.90 km² e sua população era de 3935 habitantes segundo o censo de 2007.